# Euclidia munita
Euclidia munita är en fjärilsart som beskrevs av Jacob Hübner 1818. Euclidia munita ingår i släktet Euclidia och familjen nattflyn. Inga underarter finns listade i Catalogue of Life.